# Festiwal Rozstaje

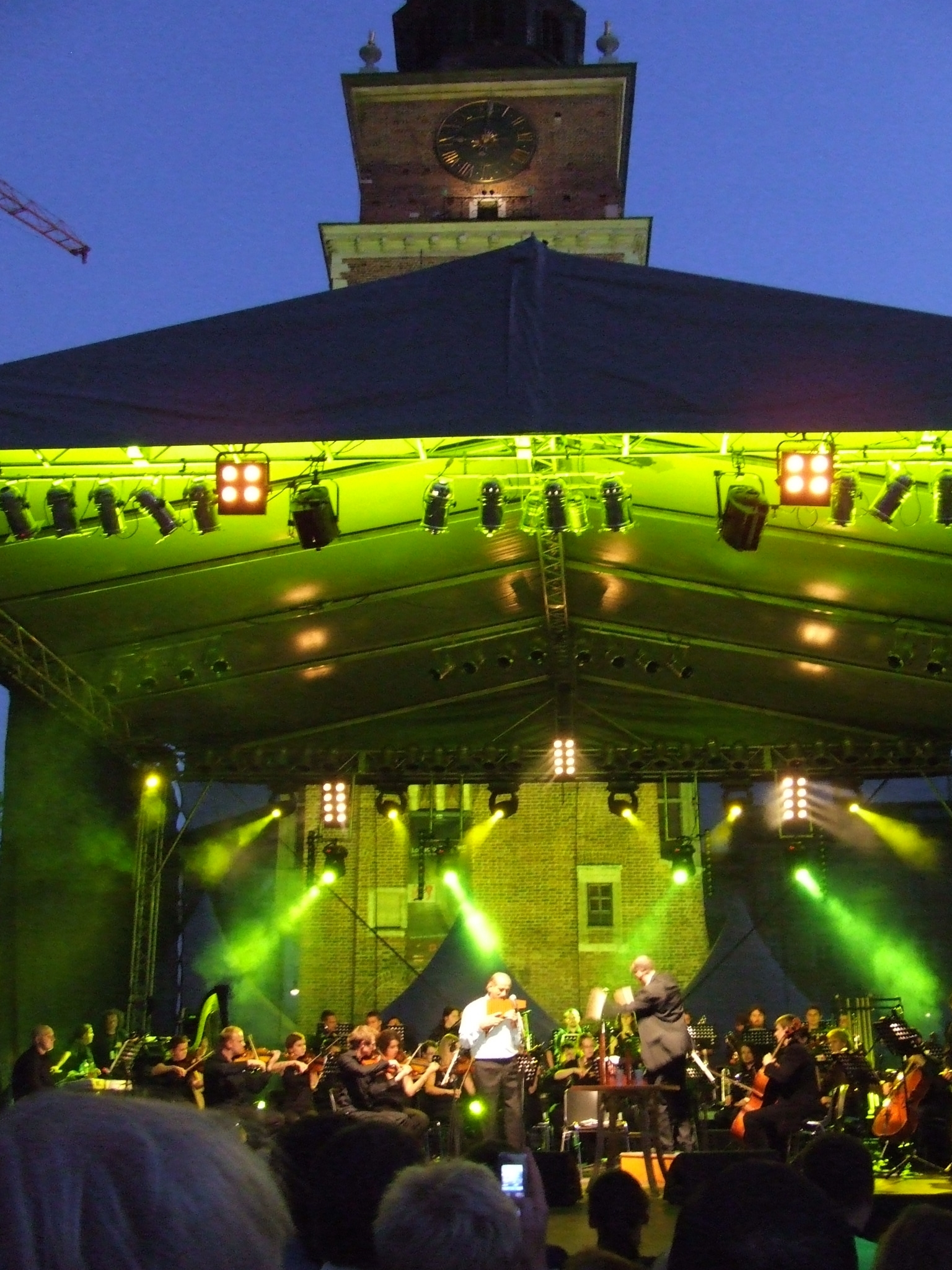
Występ Gheorghe’a Zamfira na X edycji festiwalu Rozstaje w 2008 roku

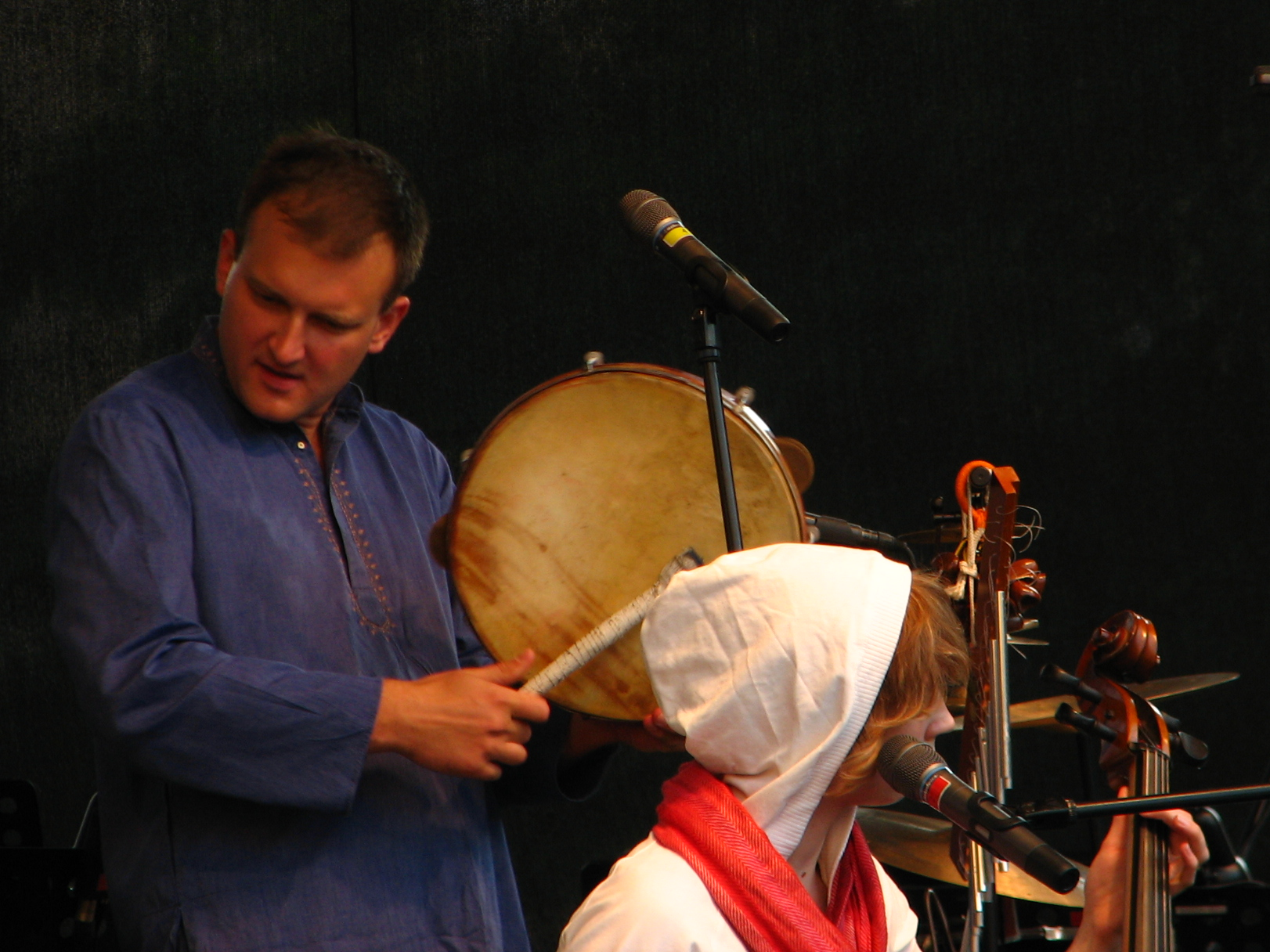
Maciej Szajkowski i Maja Kleszcz, członkowie Kapeli ze Wsi Warszawa, podczas występu na festiwalu w 2008 roku

Festiwal EtnoKraków / ROZSTAJE (poprzednio: ROZSTAJE / CROSSROADS Festival Krakow) – jeden z najważniejszych polskich festiwali muzycznych prezentujących muzykę etniczną, world music, muzykę tradycyjną oraz folkową, odbywający się w Krakowie.
Festiwal powstał w 1999 roku w ramach programu „KRAKÓW 2000 – Europejska Stolica Kultury”; twórcą, autorem idei i dyrektorem artystycznym festiwalu EtnoKraków / ROZSTAJE jest Jan Słowiński, muzyk m.in. zespołu Muzykanci i zespołu Joanny Słowińskiej. Organizatorem jest stowarzyszenie ROZSTAJE: u Zbiegu Kultur i Tradycji wspierane przez Gminę Miejską Kraków, Ministerstwo Kultury i Dziedzictwa Narodowego, Województwo Małopolskie, Międzynarodowy Fundusz Wyszehradzki, Krakowskie Biuro Festiwalowe, Polskie Radio, Instytut Adama Mickiewicza i wiele innych instytucji i organizacji partnerskich.
Pierwsza edycja festiwalu miała miejsce w 1999 roku i skupiała się na muzyce Małopolski oraz podkreślała jedność kultury muzycznej Galicji. Stopniowo tematyka muzyczna festiwalu poszerzała się, pokazując różnorodność, jak i wspólne cechy kultur zamieszkujących kraje wzdłuż linii Karpat Polaków, Słowaków, Węgrów, Rumunów, Ukraińców, Łemków i Bojków, Cyganów, Żydów. Kolejne lata i edycje to poszerzanie kręgów tematycznych o półwysep Bałkański, edycje monograficzne: Podróż na Wschód / The Easter Wind (2011/2012), Muzyka Północy / Arctic Circle (2013), Muzyka Południa / Direction: South (2014). Edycja 2015 odbyła się pod hasłem „Sounds of the Towns”.
EtnoKraków / ROZSTAJE to projekt otwarty na wielokulturowość, międzynarodowe forum artystów różnych części świata: koncerty plenerowe na wielkiej scenie (Rynek Główny w Krakowie, Plac Szczepański, Plac Wolnica, Barbakan), spotkania kameralne (ICE Kraków, kościół pw. św. Katarzyny, synagoga Tempel, klub Alchemia, Filharmonia Krakowska, Małopolski Ogród Sztuki, PWST, Żydowskie Muzeum Galicja); scena etnojazz / roots / world music, warsztaty muzyki tradycyjnej w klubie festiwalowym (Muzeum Etnograficzne im. S. Udzieli w Krakowie, Rotunda / klub Fabryka / Magazyn Kultury), cykle edukacyjne: Szkoła na Rozstajach / Wyszegradzki Dom Tańca. Z kilkuset koncertów na ROZSTAJACH warto wspomnieć: Mahala Rai Banda (Rumunia), koncert Daniela Binellego (Argentyna), koncerty: Dhafer Youssef Quartet (Tunezja / Kanada / USA / Polska), Twinlke Brothers & Trebunie Tutki (Jamajka / Polska), Gheorghe Zamfir (Rumunia) z Orkiestrą Akademii Beethovenowskiej, Gypsy Queens & Kings (Rumunia / Serbia / Macedonia / Bułgaria / Węgry / Francja) – z udziałem Esmy Redzepovej z Macedonii (zwanej „królową Cyganów”), Taraf de Haïdouks (Rumunia), Fanfare Ciocărlia (Rumunia), Kočani Orkestar (Macedonia), Boban Markovic Orkestar (Serbia), Kalyi Jag (Węgry), Marta Sebestyen & Muzsikas (Węgry), Monika Lakatos & Romengo (Węgry), Muzicka, Fero Mong & Draguni (Słowacja), Tamara Obrovac & Transhistria Ensemble (Chorwacja / Włochy / Słowenia), Ivo Papasov and His Wedding Band (Bułgaria / Turcja), niezwykły duet z Bułgarii: Elitsa Todorova i Stoyan Yankoulov, DachaBracha (Ukraina), Gendos & Chyskyyrai (Tuwa / Jakucja) Sedaa (Mongolia/Iran), Felix Lajko (Węgry), Boris Malkovsky (Izrael).
Z ważniejszych festiwalowych wydarzeń polskiej sceny etno wspomnieć trzeba koncerty: Oleś Brothers [contraMUNDO], The Cracow Klezmer Band, Bester Quartet, Jana Karpiela, Vitloda Reka, Olo Walickiego, Joanny Słowińskiej, Jorgosa Skoliasa, Jarosława Bestera, Kwartetu Jorgi, Marii Pomianowskiej, zespołów Trebunie-Tutki, Muzykanci, Sarakina, Lautari, Kroke i Kapeli ze Wsi Warszawa, Karbido, Arcus Poloniae, Wędrowiec, Trio Janusza Prusinowskiego.
Festiwal Rozstaje to również muzyczne premiery. Z ważniejszych przedsięwzięć zainicjowanych w ramach festiwalu trzeba wspomnieć premierowe projekty międzynarodowe: 21 Songs of love (Polska / Algieria / Izrael), Daniel Binelli & Quinteto de Tango Nuevo (Argentyna / USA / Polska), Orient Express Orchestra (Polska / Tunezja / Szwecja) i contraMUNDO (Polska/Izrael/Belgia).
W 2015 roku pod wspólnym szyldem promocyjnym: EtnoKraków odbyła się 17. edycja festiwalu ROZSTAJE / CROSSROADS Festival Krakow zorganizowana wspólnie z 36. edycją Euroradio Folk Festival Europejskiej Unii Radiowej (EBU). Koncerty, warsztaty spotkania i seminaria odbywały się m.in. w Muzeum Etnograficznym, Żydowskim Muzeum Galicja, Muzeum Inżynierii Miejskiej oraz Kościele św. Katarzyny w Krakowie. Wystąpiło ponad 300 muzyków z 40 różnych krajów, m.in. czołowa reprezentacja polskiej sceny etno (Kroke, Joanna Słowińska, Kapela ze Wsi Warszawa, Muzykanci, Lautari, Kapela Maliszów, Adam Strug i Kwadrofonik, Pianohooligan, Maria Pomianowska, Hańba, Banda Nella Nebbia, Ania Broda, Agata Siemaszko Trio, Kapela Brodów) zespoły słowackie, romskie, żydowskie, ukraińskie, białoruskie, fińskie, serbskie, szwajcarskie, koreańskie, kolumbijskie.